# San Miguel megye (Új-Mexikó)
San Miguel megye az Amerikai Egyesült Államokban, azon belül Új-Mexikó államban található. Megyeszékhelye és legnagyobb városa Las Vegas. Lakosainak száma 27 201 fő (2020. április 1.). San Miguel megye Mora, Guadalupe, Harding, Quay, Torrance és Santa Fe megyékkel határos.

## Népesség
A megye népességének változása:
| Lakosok száma | 29 375 | 29 301 | 28 914 | 28 541 | 27 967 | 27 201 |
|               | 2010   | 2011   | 2012   | 2013   | 2015   | 2020   |